# 中村昭二
中村 昭二（なかむら しょうじ、1957年12月21日 - ）は、福岡県福岡市出身のミュージシャン。

## 来歴
- 1982年、ポール・ウェラー率いるTHE JAMと共演の後、THE BADGEのヴォーカル&ギターとしてテイチクレコードより「ふたりのフォトグラフ」でプロデビュー。
- リバスターレコード、キングレコードから、フルアルバム1枚、7インチシングル3枚、12インチ3枚をリリース。THE BADGEは圧倒的なライブパフォーマンスのトリオバンドとして人気を集めるが、1986年に解散。
- THE BADGE解散後は作曲家として、バブルガム・ブラザーズ、小比類巻かほる、須藤薫、吉川晃司、真田広之など数多くのアーティストに楽曲を提供するとともに、ライブ活動をしばらく継続の後、1992年に帰福。
- 2000年以降、海外でいくつかのオムニバス盤にTHE BADGEのナンバー「うかれ気分でDancing」が取り上げられたのをきっかけに、再評価の機運が高まり、2003年から2005年にかけてTHE BADGEの過去の全音源が再発される。
- あわせてソロ活動も再開、2008年までにアルバム3枚、シングル6枚をリリース。
- 2004年9月には博多で「復活ライブ」が行われ、その様子を中心とした音楽家・中村昭二の密着ドキュメンタリー番組「ONE BOY ～Mr Tに捧ぐ～」が、RKB毎日放送で放映された。
- 2019年「THE BADGE 2019」としてのライブ活動が再開され、地元・博多でのライブがソールドアウトになるなど、みたび話題を集めた。